# Brisa
Brísa (tudi briz) je rahel veter, ugoden za jadranje. Brisa piha s hitrostjo od 7 do 20 km/h.